# Ninja Bugeicho Momochi Sandayu
Ninja Bugeicho Momochi Sandayu («Los Ninja del Shogun») es una película japonesa dirigida por Norifumi Suzuki de 1980.
La película está ambientada en el período Azuchi-Momoyama de la historia de Japón, por lo que se pueden observar referencias históricas del país.

## Trama
Toyotomi Hideyoshi, el daimyō más poderoso del país intenta destruir el clan Momochi y apoderarse del tesoro escondido que poseen, lo que desembocará en una dura batalla entre ambas fuerzas.